# Mošnov
Mošnov (deutsch Engelswald) ist eine Gemeinde mit 756 Einwohnern (2016) in Tschechien. Sie liegt 16 Kilometer westlich von Frýdek-Místek bzw. 20 km südwestlich von Ostrava im Kuhländchen und gehört zum Okres Nový Jičín. Die Katasterfläche beträgt 1206 ha.

## Geographie
Der Ort erstreckt sich in 253 m ü. M. rechts des Flusses Lubina in Nord-Süd-Richtung. Im Westen und Norden wird er von der Staatsstraße 58 zwischen Příbor und Ostrava umfahren. Nordwestlich von Mošnov befindet sich der internationale Leoš-Janáček-Flughafen Ostrava (OSR/LKMT)
Nachbarorte sind Petřvaldík im Norden, Dvorek und Petřvald im Nordosten, Trnávka im Osten, Kateřinice im Südosten, Skorotín und Skotnice im Süden, Sedlnice im Südwesten, Malá Strana im Westen sowie Albrechtičky im Nordwesten.

## Geschichte
Engelswald entstand wahrscheinlich im 13. Jahrhundert bei der Kolonisation des Gebietes der Herrschaft Hochwald. Ihm gegenüber am linken Lubinaufer entstand die Siedlung Mošnovec. Die erste schriftliche Nachricht über das deutsche Kolonistendorf stammt aus dem Jahre 1367. Zu dieser Zeit war es der Herrschaft Neuhübel (Nová Horka) untertänig und deren größter Ort. Besitzer waren u. a. die Adelsgeschlechter von Helfenstein und ab 1660 die Grafen Vetter von der Lilie.

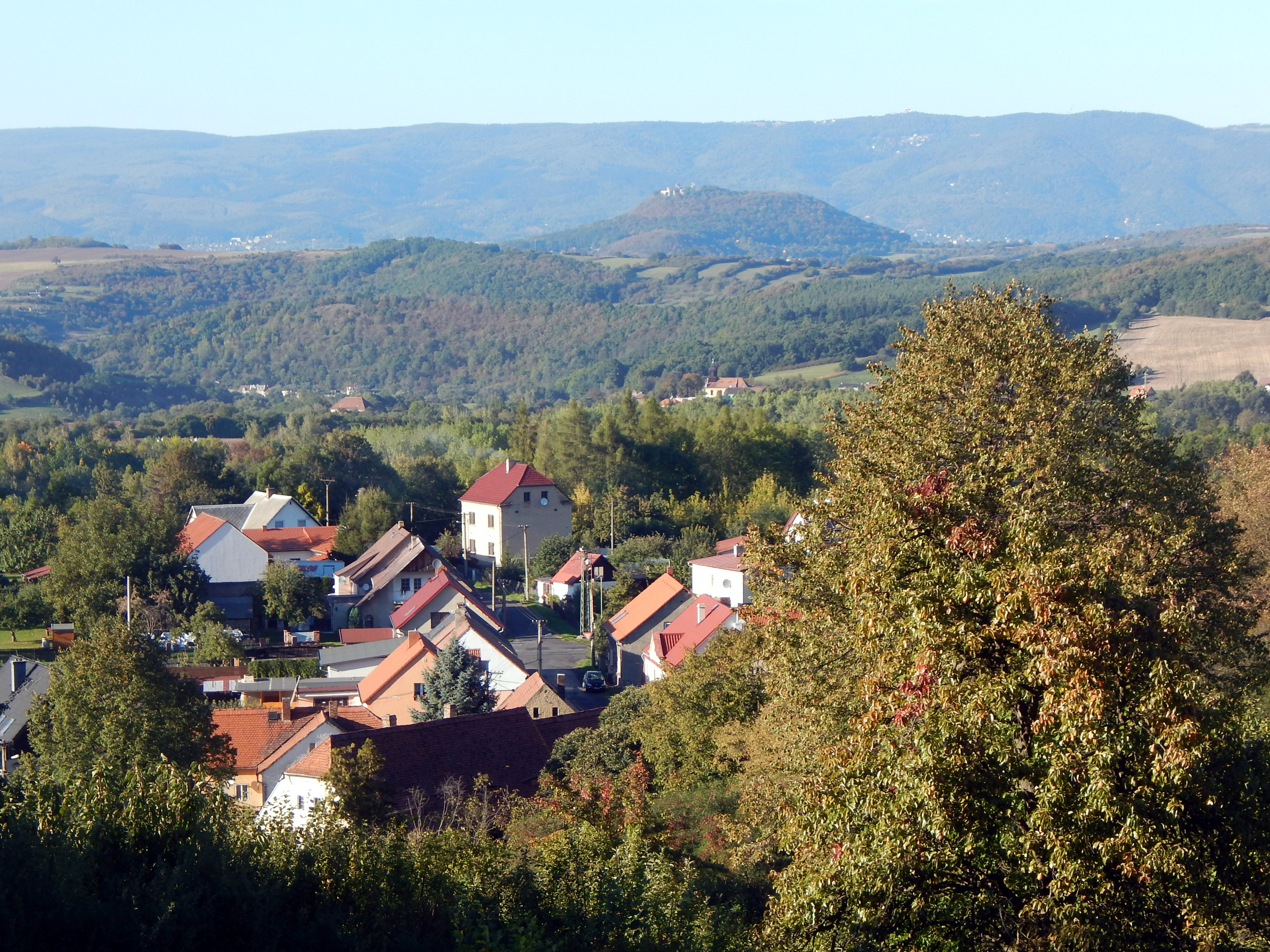
Blick auf Mošnov

1806 wurde an Stelle einer seit 1660 nachweisbaren Holzkirche die St. Margarethenkirche als steinerner Bau errichtet. 1939 hatte der Ort 923 Einwohner, darunter waren 41 Tschechen.
Nach dem Münchner Abkommen wurde der Ort dem Deutschen Reich zugeschlagen und gehörte bis 1945 zum Landkreis Neu Titschein.
Nach 1945 wurden die deutschen Bewohner vertrieben.
Der zwischen 1955 und 1960 errichtete Flugplatz brachte dem Dorf einen Aufschwung. Bis 1993 diente er als Militärflugplatz und wurde dann mit Ausnahme der Luftfracht privatisiert. Er dient heute als internationaler Flughafen für den Großraum Ostrava. Die beiderseits des Flusses befindlichen Orte Mošnov und Mošnovec sind heute zusammengewachsen.

## Gemeindegliederung
Für Mošnov sind keine Ortsteile ausgewiesen. Zur Gemeinde gehört die links der Lubina gelegene Ortslage Malá Strana.

## Sehenswürdigkeiten

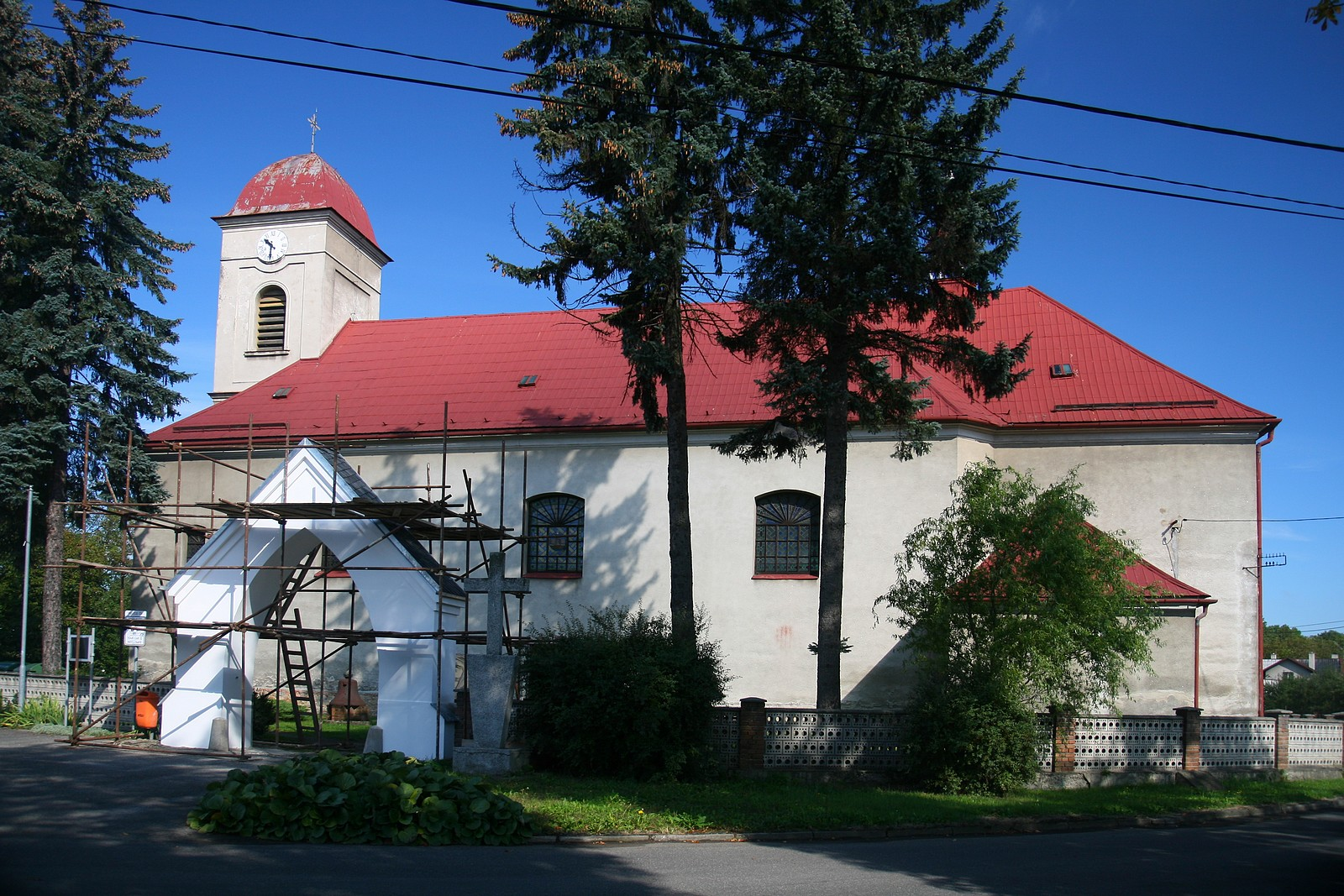
Kirche St. Margarethen

- Kirche St. Margarethen, 1806–1807 erbaut